# The Supremes
The Supremes byla americká dívčí skupina, založená v roce 1959 v Detroitu. Skupina byla jedním z hlavních hitů gramofonové firmy Motown Records. V roce 1988 byla uvedena do Rock and Roll Hall of Fame. Má hvězdu na Hollywoodském chodníku slávy.